# Аккуль (озеро)
Аккуль — озеро на юго-востоке Республики Алтай. Административно относится к Бельтирскому сельскому поселению Кош-Агачского района.

## Этимология
Аккуль, Ак-Кӧл от алт. Ак — белый, снежный и кӧл — озеро. Буквально белое, белоснежное мутно-белое, с ледниковым началом или питанием, текущее проточное озеро. . «… Молочно-белый Ак-Кӧл (река) в нижнем течении совершенно покоен и довольно глубок».

## Описание
Расположено на высоте 2279 м над уровнем моря, в Алтайских горах, в одной из троговых долин Южно-Чуйского хребта. В озеро втекает и вытекает река Аккол, которая в свою очередь имеет начало на вышележащем Софийском леднике. Так озеро имеет ледниковое питание, вода в нём непрозрачная, имеет мутно-белый цвет, независимо от времени года, в отличие от прозрачной воды расположенного рядом озера Каракуль, питаемого родниками.

## Галерея
- Песчаные дюны на озере
- Вид на исток реки
- Троговая долина
- Аккуль и Каракуль
- река Аккол вытекает из озера